# Käthe Kruse

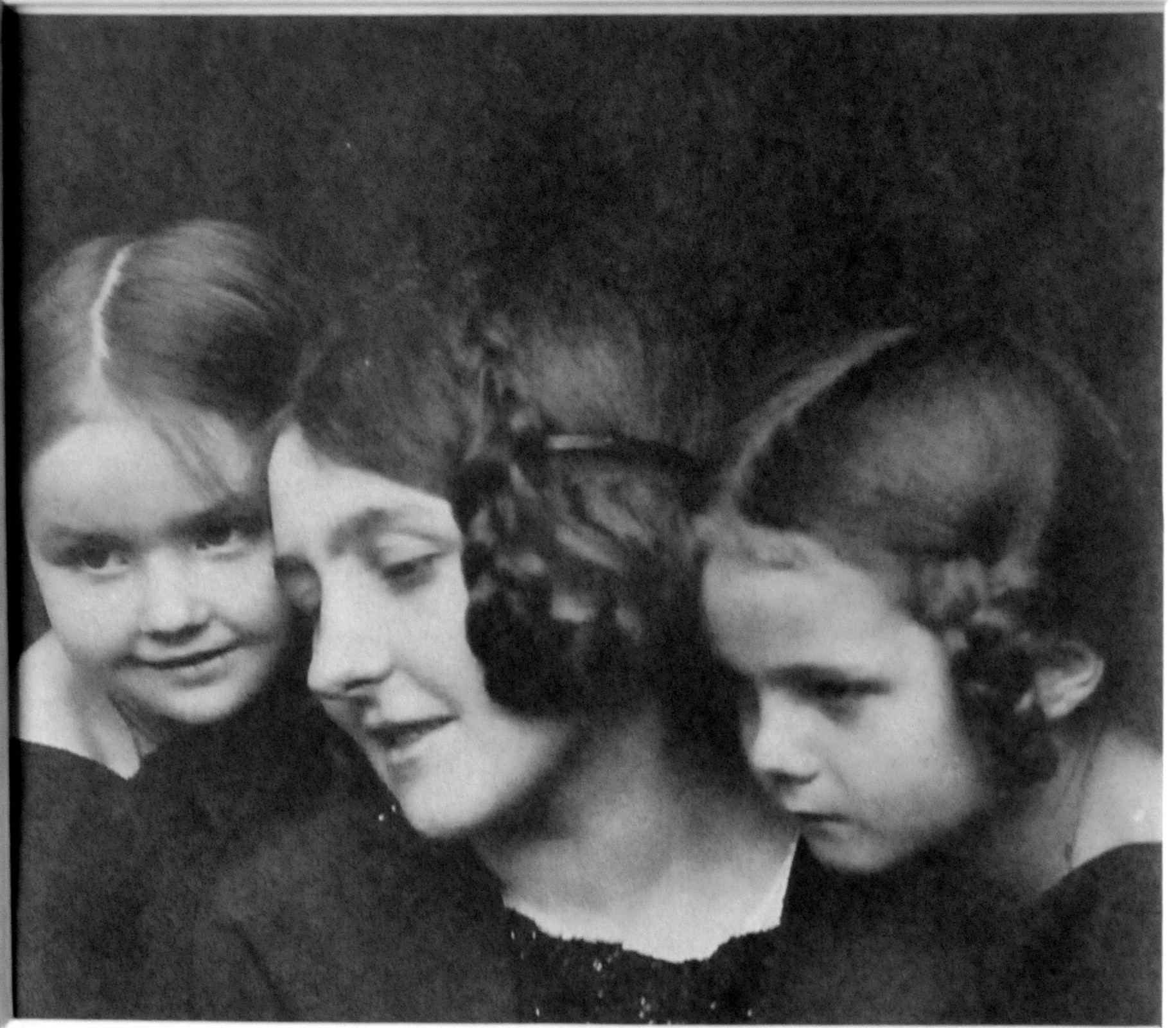
Käthe Kruse mit ihren Töchtern Fifi (Sophie) und Mimerle (Maria) (v. l.)

Käthe Kruse (* 17. September 1883 in Dambrau, Landkreis Falkenberg O.S., Schlesien, Deutsches Reich, als Katharina Johanna Gertrud Simon; † 19. Juli 1968 in Murnau am Staffelsee) war eine deutsche Schauspielerin und später eine der weltweit bekanntesten Puppenmacherinnen. Ihre Puppen sind heute beliebte Sammlerstücke, die zu sehr hohen Preisen gehandelt werden. Sie ist die Gründerin der heutigen Käthe Kruse GmbH.

## Leben

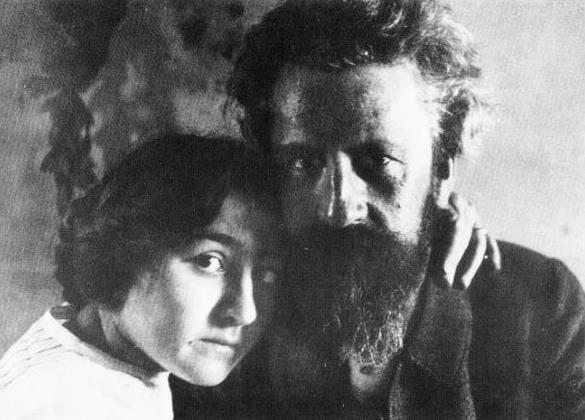
Max und Käthe Kruse

Die Tochter des Stadthauptkassenbuchhalters Robert Rogaske und der Näherin Christiane Simon wuchs in einfachen Verhältnissen auf. Nach dem Mittelschulabschluss nahm sie ab 1899 Schauspielunterricht und erhielt 1900 am Berliner Lessingtheater ein Zweijahresengagement. Daneben spielte sie recht erfolgreich auch in anderen deutschen Städten und gab Gastspiele in Warschau und Moskau. 1902 lernte sie den Berliner Bildhauer und Bühnenbildner Max Kruse kennen. Noch im selben Jahr wurde die gemeinsame Tochter Maria, genannt Mimerle, geboren.

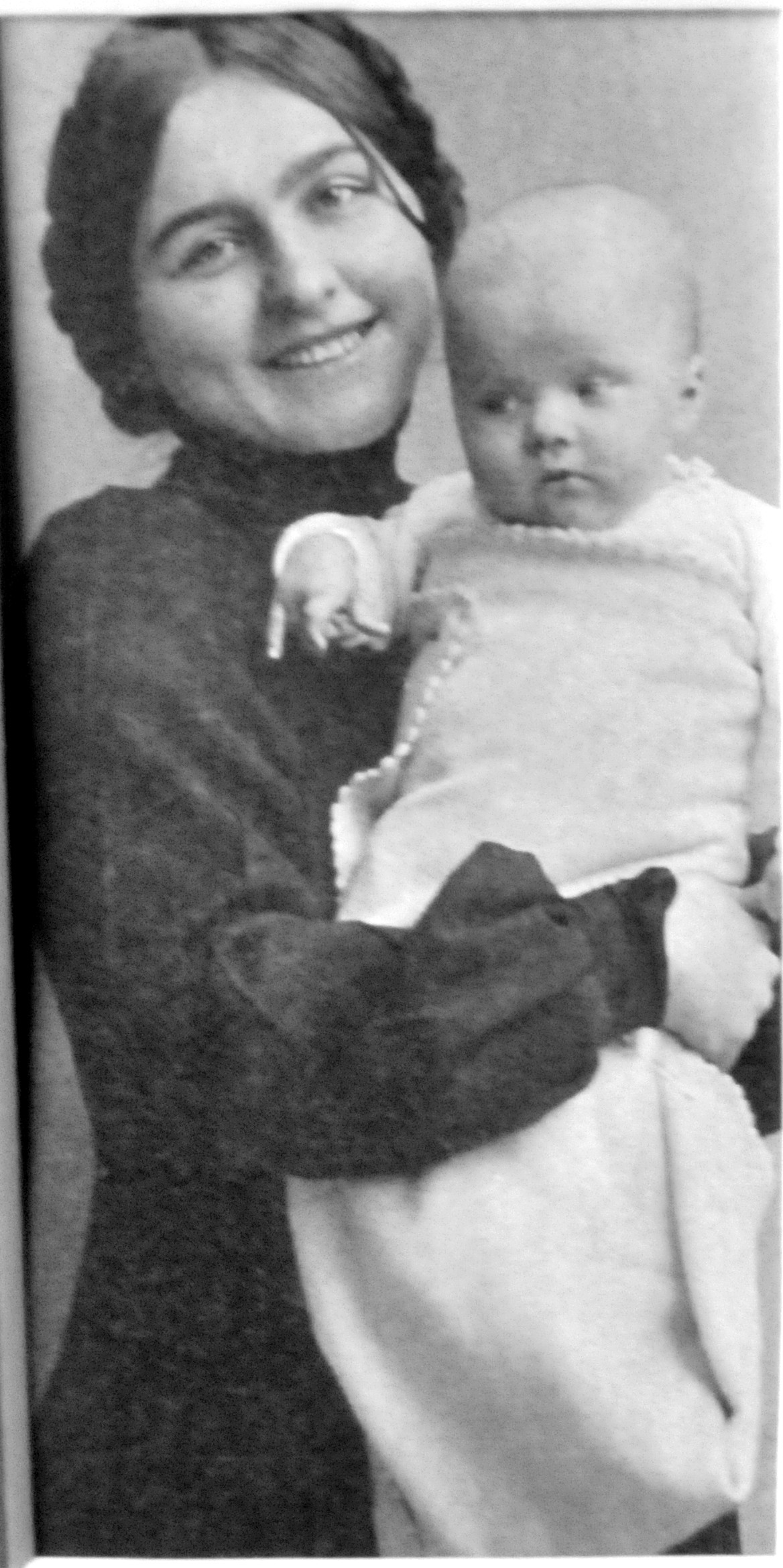
Käthe Kruse mit ihrer ersten Tochter

Während Max Kruse weiterhin in Berlin arbeitete, zog sie während ihrer zweiten Schwangerschaft mit ihrer Mutter und Tochter in die Toskana und von dort wenig später zur lebensreformerischen Gemeinschaft des Monte Verità bei Ascona im Schweizer Kanton Tessin, um dort zu malen. Zu Kruse bestand zu dieser Zeit zwischen 1904 und 1909 Briefkontakt, und er reiste gelegentlich zu Besuchen an. 1904 wünschte sich ihre ältere Tochter eine Puppe, und Katharina Simon beauftragte Max, eine aus Berlin mitzubringen. Kruse weigerte sich allerdings, eine der damals handelsüblichen Puppen zu kaufen, da diese ihm missfielen und er sie für „kalt und steril“ hielt.

„Ick koof euch keene Puppen. Ick find se scheißlich. Macht euch selber welche.“

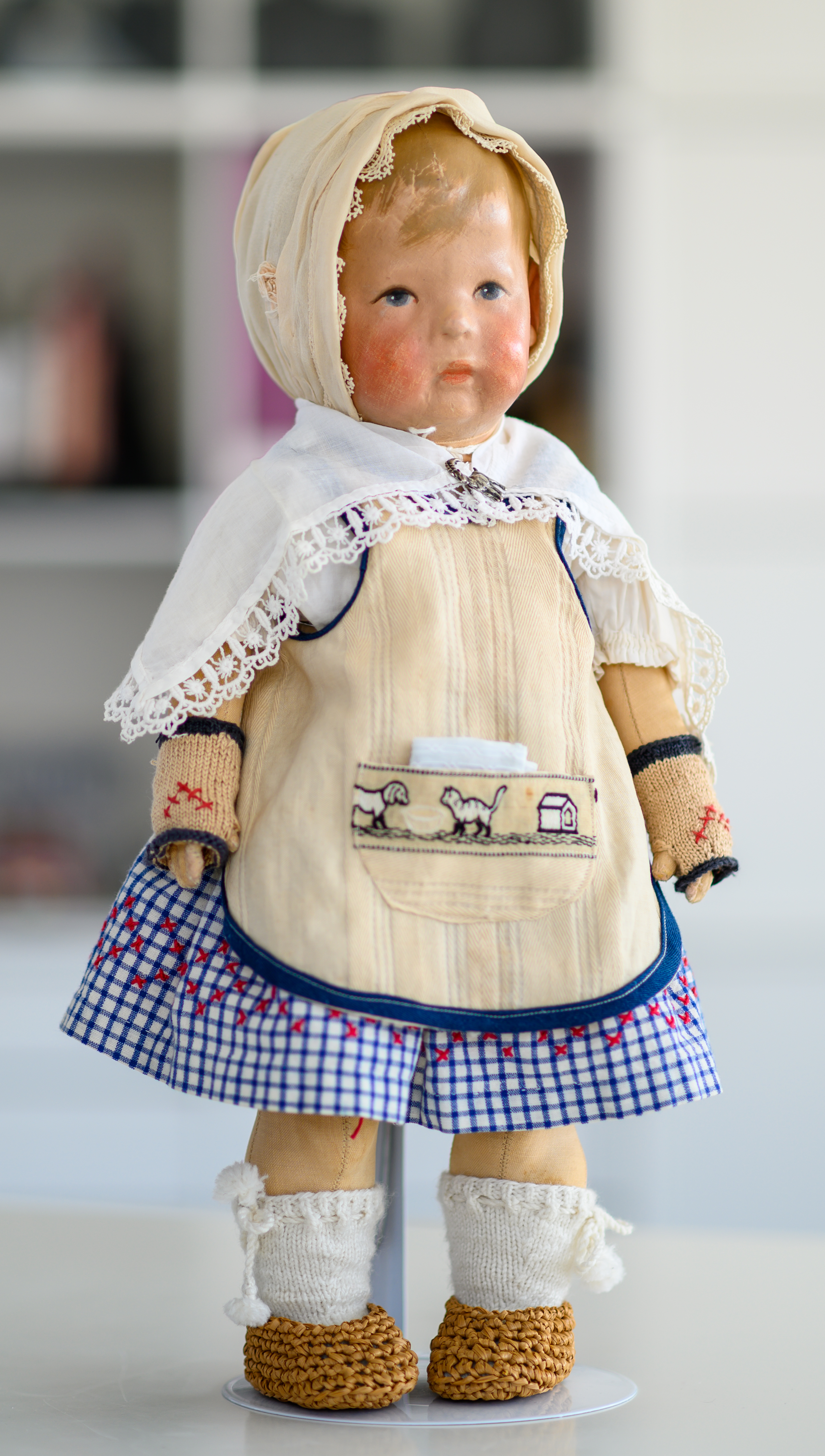
Käthe-Kruse-Puppe No. 1 aus dem Jahr 1918

So begann sie, für ihre eigenen Töchter Puppen zu basteln, und stellte 1905 die erste fertig. Nach einem Zwischenstopp in München zog Simon wieder nach Berlin zu Max Kruse, und 1909 heiratete das Paar, das inzwischen drei Töchter hatte. 1910 wurden Käthe Kruses Puppen im Berliner Warenhaus von Hermann Tietz erstmals öffentlich ausgestellt. Da diese Anklang fanden, sollte sie die Puppen auch für andere Interessenten herstellen. Zu Anfang waren sie noch schlicht und einfach, später kunstfertig und lebensecht. Nachdem Kruse ihre Herstellung perfektioniert hatte, entwarf und fertigte sie Puppen, die ihren eigenen Kindern nachempfunden waren. Die Natürlichkeit der kleinen Geschöpfe machte Käthe Kruse schon bald bekannt und berühmt. In der Berliner Presse wurden Kruses Puppen auch als „Ei des Kolumbus“ bezeichnet. Puppen waren zwar längst nichts Neues, aber Kruses Machart, weich, biegsam und lebensecht, unterschied sich von den bisher dagewesenen.
Die Teilnahme an internationalen Puppenausstellungen brachte Käthe Kruse einige Preise ein, etwa in Florenz die „Große goldene Medaille“ sowie den jeweils ersten Platz in Frankfurt und Breslau. Zwei Aufträge aus den Vereinigten Staaten von Amerika, einer über 150 Stück von FAO Schwarz aus New York, der andere kurze Zeit später über 500 Puppen, erforderten eine eigene Werkstatt mit Angestellten. Die Familie zog 1912 von Berlin nach Bad Kösen, wo in Zukunft die bald weltberühmten Puppen in Handarbeit gefertigt wurden. Diese Handarbeit war für sie nach wie vor von großer Bedeutung:

„Die Hand geht dem Herzen nach. Nur die Hand kann erzeugen, was durch die Hand wieder zum Herzen geht.“

Ab 1916 begann Käthe Kruse mit der Herstellung von Puppenstubenpuppen, zu denen auch zahlreiche Bekleidungsstücke und Accessoires erschienen. Hervor stachen dabei auch kleine Soldatenpuppen, 11 cm hoch und mit bewegbaren Gliedmaßen. Immer mehr Mitbewerber begannen, industriell Puppen herzustellen, die sich an Käthe Kruses Puppen orientierten. 1925 gewann sie einen Prozess um das Urheberrecht an ihren Puppen gegen den Bing-Konzern, der auch mit „Imitation der Käthe-Kruse-Puppen“ warb. Dies stellte den ersten Fall dar, dass einem Spielzeug ein künstlerischer Urheberschutz zugesprochen wurde. Einen weiteren Meilenstein für den Betrieb stellt die ab 1928 produzierte „Puppe VIII“, auch „Das deutsche Kind“ genannt, dar, da diese erstmals Echthaar aufwies. Nachempfunden ist das Modell ihrem 1918 geborenen Sohn Friedebald.
Ab 1928 stellte das expandierende Unternehmen auch Schaufensterpuppen und Puppen für den Säuglingspflegeunterricht her, wobei an der Produktion auch maßgeblich Kruses Tochter Sofie beteiligt war. Ein weiterer Höhepunkt ihres Schaffens war die Teilnahme an der Pariser Weltausstellung 1937. Käthe Kruse war an Politik desinteressiert und passte sich an, soweit sie es für (geschäftlich) geboten hielt. So stellte sie unter anderem auch Soldatenpuppen her und begrüßte den Besuch von Reichsbankpräsident und Reichswirtschaftsminister Hjalmar Schacht an ihrem Stand im deutschen Pavillon der Weltausstellung. Sie hielt dennoch brieflichen Kontakt zu emigrierten jüdischen Freunden und weigerte sich, „halbjüdische“ Angestellte zu entlassen. Während des Krieges wurde es schwierig, das Material für die Herstellung der Puppen in Deutschland zu bekommen. So kam das Auslandsgeschäft zum Erliegen. Im Zweiten Weltkrieg fielen zwei ihrer Söhne, 1942 starb ihr Mann.

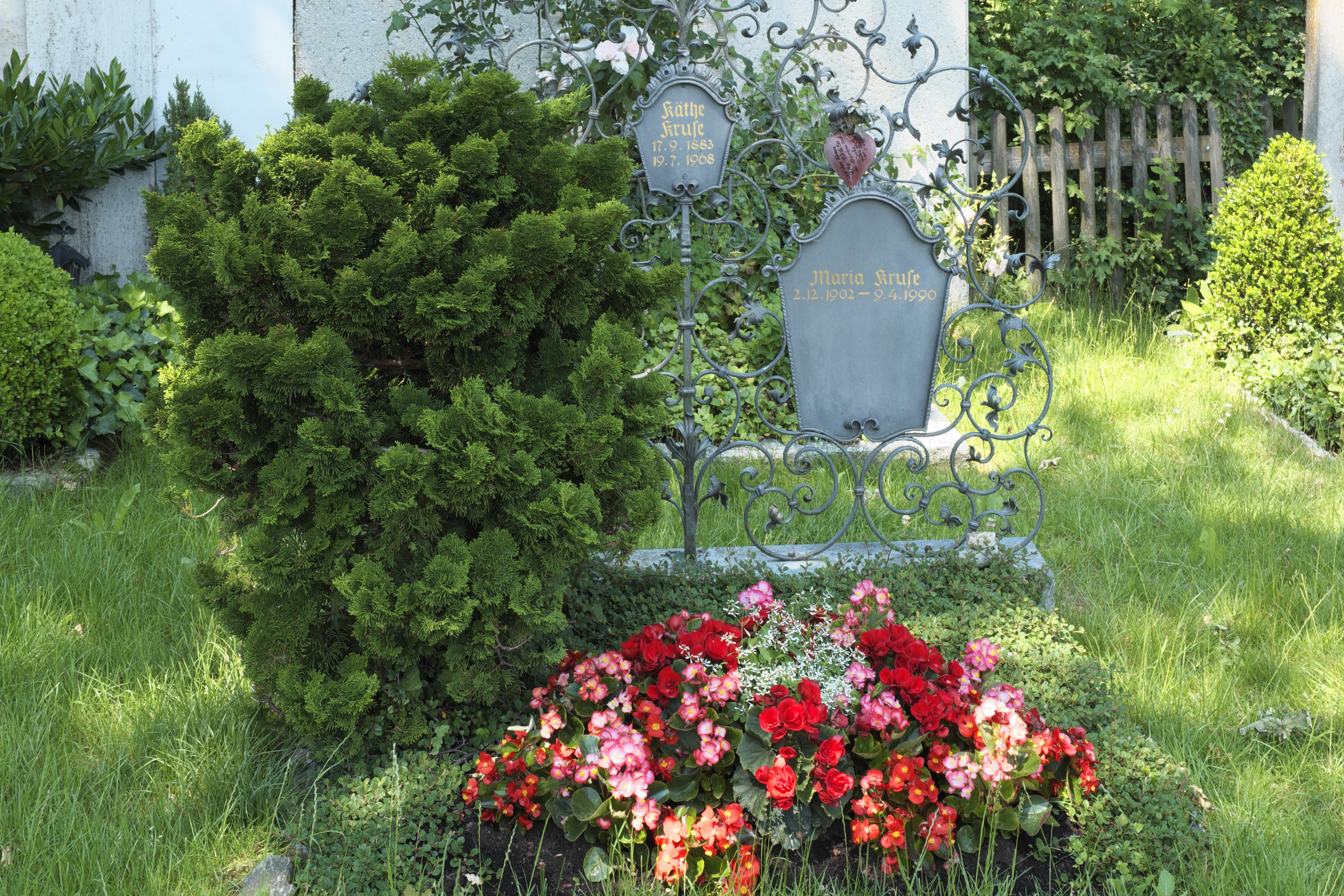
Grab von Käthe und Maria Kruse auf dem Friedhof in Zell (Schäftlarn)

Nach dem Krieg war die Puppenproduktion in der Sowjetischen Besatzungszone kaum noch möglich. Nachdem Käthe Kruse die DDR in die Bundesrepublik verlassen hatte, wurde ihr Unternehmen 1952 verstaatlicht  und in den Volkseigenen Betrieb (VEB) Puppenwerkstätten Bad Kösen, von 1969 bis 1990 VEB Kösener Spielzeug, die heutige Kösener Spielzeug Manufaktur, umgewandelt. So gründeten zwei von Käthes Söhnen, darunter der Kinderbuchautor Max Kruse, Werkstätten in Bad Pyrmont und Donauwörth. Die von Käthe Kruse entworfenen Modelle waren erhalten geblieben und wurden immer noch per Hand hergestellt. Kruse war aus Altersgründen nicht mehr an der Produktion beteiligt. Zusammen mit ihrer ältesten Tochter Maria verbrachte sie ihre letzten Jahre in München. Sie starb am 19. Juli 1968 in Murnau und wurde auf dem Friedhof in Zell, einem Ortsteil von Schäftlarn im Landkreis München, begraben.
Käthe Kruse war Mitglied im Deutschen Künstlerbund.

## Zeitgenössische Produktion und Vermarktung

Das Logo von Käthe Kruse

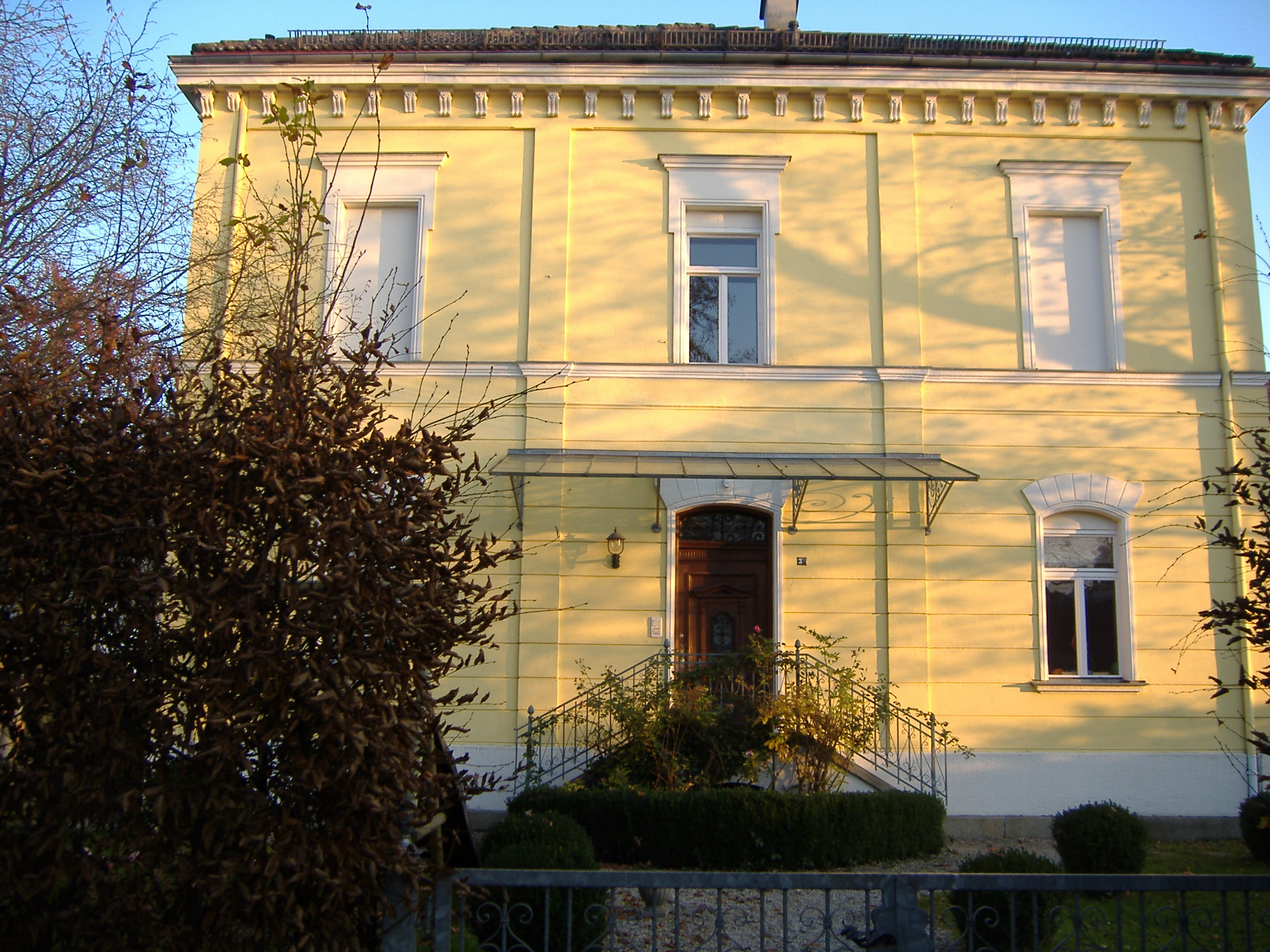
Käthe-Kruse-Villa in Donauwörth

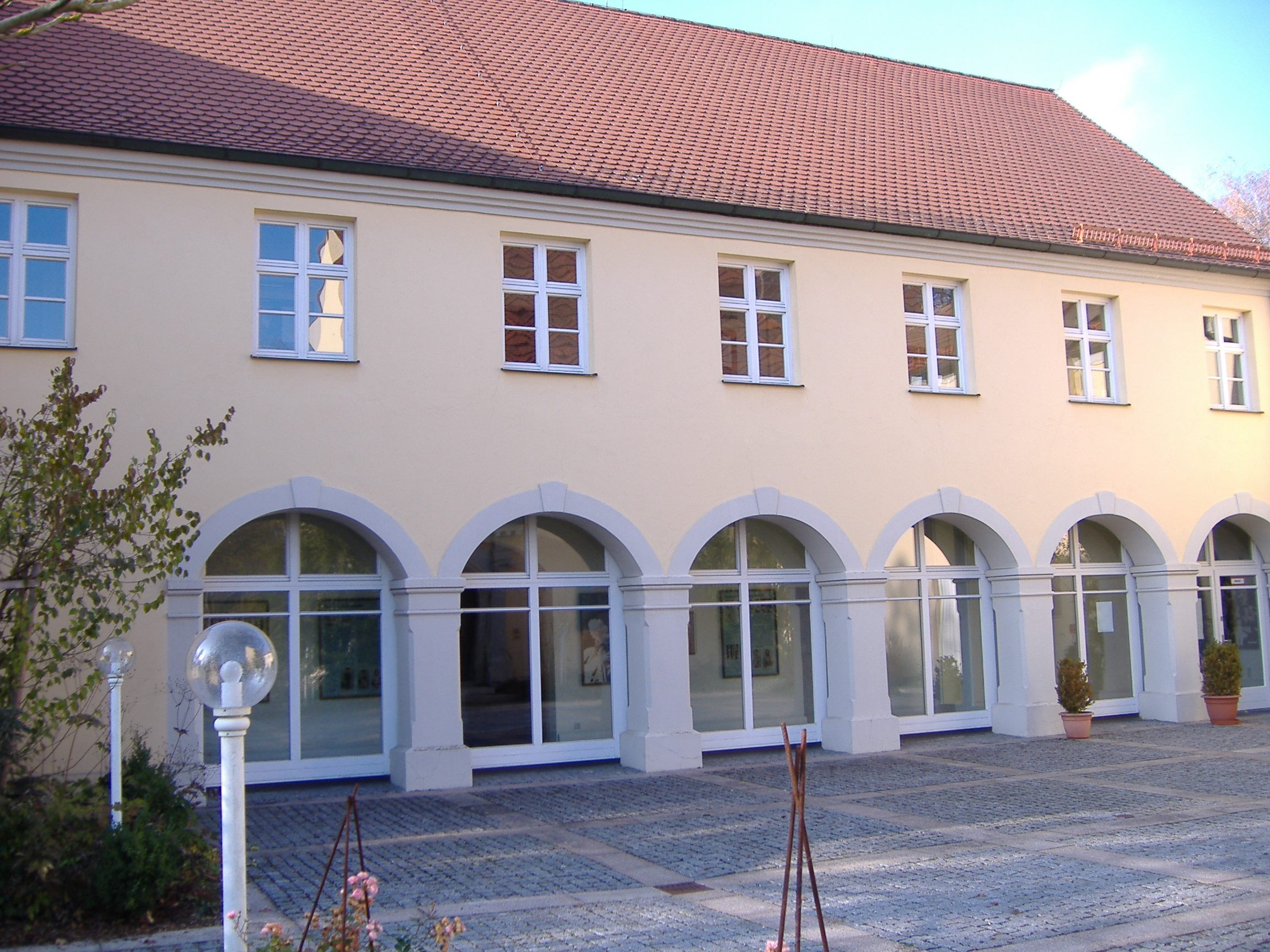
Käthe-Kruse-Puppenmuseum in Donauwörth

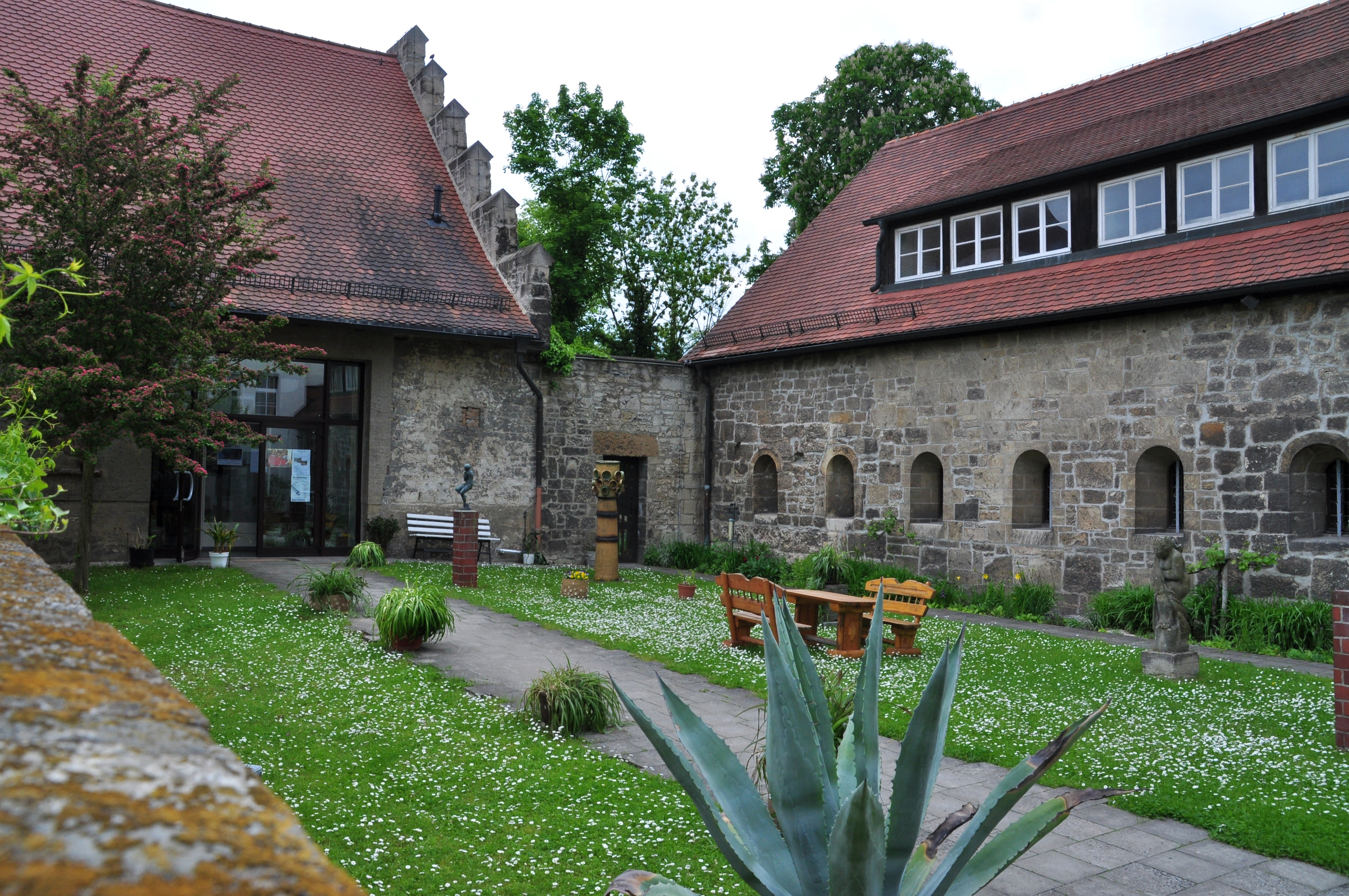
Innenhof und Käthe Kruse Museum (links) in Bad Kösen

Wie vor 100 Jahren fertigt die Käthe-Kruse-Manufaktur in Donauwörth noch klassische Käthe-Kruse-Puppen von Hand. Diese Puppen – zumeist begehrte Sammlerobjekte bei Puppen- und Spielzeugsammlern – werden in verschiedenen Größen und Fertigungsweisen produziert. Die Puppenkörper sind entweder aus Nesselstoff und mit Reh- und Rentierhaar handgestopft oder um ein inneres Drahtskelett geschäumt und mit Trikotstoff überzogen. Die Puppenköpfe sind je nach Modell aus Polystyrol, aus Stoff oder aus Papiermachémasse gefertigt und werden von Hand bemalt. Klassische Käthe-Kruse-Puppen haben entweder gemaltes Haar oder zu Perücken geknüpftes Echthaar, in manchen Fällen Mohair. Neben den klassischen Käthe-Kruse-Puppen wurde die Produktpalette in den letzten 20 Jahren stetig erweitert. Bereits Käthe Kruses Tochter und Nachfolgerin Hanne Adler-Kruse begann, zusätzlich zu den klassischen Puppen weiche Puppen und Spielzeuge aus Frottee und Nickistoffen für Babys und Kleinkinder zu entwerfen und zu produzieren. 1990 übergaben Hanne Adler-Kruse und Ehemann Heinz Adler das Unternehmen an Andrea Kathrin Christenson-Klette und Stephen Christenson. Sie haben die traditionelle Machart der klassischen Käthe-Kruse-Puppen weitergeführt und an Hanne Adler-Kruses Idee der Baby- und Kinderspielzeugfertigung angeknüpft. Im Jahr 2013 wurde die Firma von der Hape Holding AG übernommen und firmiert als Käthe Kruse GmbH.
Speziell Käthe Kruse gewidmete Dauerausstellungen zeigen die Museen in Donauwörth (Käthe-Kruse-Puppen-Museum) und in Bad Kösen (Käthe-Kruse-Sammlung im Romanischen Haus).

## TV-Porträts
- Leonore Brandt, Dirk Otto; Käthe Kruse – Die Puppenmacherin und ihre große Liebe (Memento vom 22. Oktober 2010 im Internet Archive); in der Reihe „Geschichte Mitteldeutschlands“, Dauer: 45 Minuten, MDR Fernsehen, Erstausstrahlung: 24. Oktober 2010.
- Gabriele Dinsenbacher: Puppenkinder – Das Leben der Käthe Kruse; Dauer: 45 Minuten, Bayerisches Fernsehen, 1998.
- Käthe Kruse; Fernsehfilm mit Friederike Becht in der Hauptrolle; Dauer: 88 Minuten, Das Erste, 2015.